# Mischocyttarus alienus
Mischocyttarus alienus är en getingart som beskrevs av Richards 1978. Mischocyttarus alienus ingår i släktet Mischocyttarus och familjen getingar. Inga underarter finns listade i Catalogue of Life.